# Phaonia hellenia
Phaonia hellenia este o specie de muște din genul Phaonia, familia Muscidae, descrisă de Lyneborg în anul 1965. Conform Catalogue of Life specia Phaonia hellenia nu are subspecii cunoscute.